# Pseudodiplospora andamanica
Pseudodiplospora andamanica är en måreväxtart som först beskrevs av Nambiyath Puthansurayil Balakrishnan och N.G.Nair, och fick sitt nu gällande namn av Debendra Bijoy Deb. Pseudodiplospora andamanica ingår i släktet Pseudodiplospora och familjen måreväxter. Inga underarter finns listade i Catalogue of Life.